# Pseudacraea eurytus
Pseudacraea eurytus is een vlinder uit de onderfamilie Limenitidinae en de familie Nymphalidae. De wetenschappelijke naam van de soort is, als Papilio eurytus, gepubliceerd in 1758 door Carl Linnaeus in de tiende editie van Systema naturae.